# Trova galponeira
Trova galponeira é um repente criado nos galpões das fazendas, no Rio Grande do Sul, e consta de um improviso cantado e acompanhado por música gauchesca. Esta nomenclatura é usada para designar a  trova gaúcha tradicionalista. Não tem nada a a ver com a trova literária. Constitui uma das mais importantes manifestações da cultura gaúcha.

## Formas de Trova Galponeira
- Trova Campeira:  desafio, com estrofes em sextilhas (6 versos ou linhas); versos em redondilha maior, onde as rimas são alternadas (2º, 4º e 6º versos) e a métrica é setissilábica (versos em sete sílabas); entre um cantador e o outro há um intervalo de tempo em que só há musica. Também chanmada Gavetão.
- Trova Tira-Teima: não há intervalo musical entre um cantador e outro.
- Trova em Milonga: em ritmo de milonga, geralmente am apresentação individual; As estrofes não tem um número determinado de versos, estes em redondilha maior.
- Trova do Martelo: caracterizadas por rima entre as estrofes, com um cantador completando a rima do outro.Sem número pré-determinado de versos por estrofe;versos em redondilha maior.
- Trova Estilo Gildo de Freitas: os cantores improvisam em torno da composição de Gildo de Freitas Definição do Grito; estrofes de 9 versos em redondilha maior, com rima no 2º, 4º, 6º e 9º versos e 7º e 8º entre si.
- Pajada: improviso de canto lento, quase declamação, assemelhado a milonga canto é lento,  com estrofes de 10 versos.

## Os mais famosos na Trova Galponeira
- Mais popular trovador- Pedro Muniz Fagundes, o Pedro Canga, da época da Revolução Farroupilha.
- Mais famoso trovador- Leovegildo José de Freitas, o grande Gildo de Freitas.
- Mais famoso pajador em portugues- Jayme Caetano Braun